# Gregor - La profezia del flagello
Gregor - La profezia del flagello è il secondo dei cinque romanzi della Saga di Gregor, scritti e pubblicati da Suzanne Collins, già scrittrice della famosa saga di Hunger Games.

## Trama
Circa sei mesi dopo la sua prima missione, Gregor torna nel Sottomondo insieme a Boots. La sorellina viene "rapita" dai brulicanti mentre giocava al Central Park, nel tentativo di proteggerla dai ratti. Così Gregor la segue all'entrata del Sottomondo, durante una giornata di neve.Giunto a Regalia viene a conoscenza della profezia del flagello:
SE IL SOTTO È CADUTO
E IL SOPRA HA SALTATO
SE LA VITA È STATA MORTE
E LA MORTE LA VITA HA FALCIATO,
QUALCOSA SORGERÀ DALLE TENEBRE
PER RIDURRE IL SOTTOMONDO IN CENERE.
NELL'ABISSO SENTITE
LA FURIOSA ZAMPATA
DEL RATTO DI NEVE
DA TEMPO DIMENTICATA,
DELLA BIANCA PERFIDA
CHE CONTINUA A GRATTARE
POTRÀ IL GUERRIERO
LA LUCE ANNIENTARE?
COSA TOGLIEREBBE
AL GUERRIERO IL VIGORE?
COSA CERCANO I RODENTI
CON SIFFATTO ARDORE?
SOLO UN CUCCIOLO
CHE APPENA SI REGGE,
MA CHE IL MONDO DI SOTTO SORREGGE.
MUOIA IL PICCOLO
E MORIRÀ IL SUO CUORE,
MORIRÀ LA SUA PARTE MIGLIORE.
MORIRÀ LA PACE DI QUESTI MOMENTI.
LA CHIAVE DEL POTERE
È IN MANO AI RODENTI.
È accompagnato da: Ares, Boots, Temp, Luxa, Aurora, Howard, Pandora, Twitchtip e Mareth. Dovranno attraversare la Distesa d'Acqua (una specie di oceano sotterraneo) per raggiungere l'isola dove si nasconde il Flagello, un ratto dal pelo bianco notevolmente più alto, pesante, forte ed astuto di qualsiasi altro ratto. Durante l'attraversata della Distesa giungono su un'isola di origine vulcanica, che si dimostrerà abitata da un'insolita specie di acari, che sbrana fino all'osso qualunque forma di vita si avvini a loro.
Qui perde la vita Pandora. Giunti al Dedalo, un labirinto intricato al cui interno si nasconde il Flagello, vengono attaccati dai serpenti giganti. Il protagonista a questo punto, nella confusione,  perde le tracce di Aurora, Luxa, Temp e Boots. Deciso ad uccidere il Flagello, con l'aiuto di Twitchtip riesce a raggiungere la sala in cui si nasconde il ratto dal manto bianco.
Scopre che è ancora un cucciolo, e decide di portarlo con sé e lasciarlo alle cure di Ripred.
Nel frattempo scopre di essere una "furia",cioè di avere un'innata capacità nell'uccidere. Con l'aiuto di Ares riesce a tornare a Regalia, dove viene accusato di tradimento per non aver ucciso il Flagello. Grazie a Nerissa(che è stata incoronata regina) non viene condannato a morte e il suo pipistrello Ares viene isolato, anch'esso non condatto a morte per il volere della regina.
E riesce finalmente a tornare nel Sopramondo con Boots proprio in tempo per il Natale.